# Айгыржал (Акмолинская область)
Айгыржал (каз. Айғыржал) — упраздненное село в Зерендинском районе Акмолинской области Казахстана. Входило в состав Кусепского сельского округа. Код КАТО — 115647605.

## География
Село располагалось в северо-востоке района, в 76 км на северо-восток от центра района села Зеренда, в 13 км на юго-восток от центра сельского округа села Оркен.

## История
В 2010 году переведено в категорию иных поселений, включено в состав села Жамбыл. 

## Население
В 1989 году население села составляло 59 человек (из них казахов 100%).
В 1999 году население села составляло 16 человек (10 мужчин и 6 женщин). По данным переписи 2009 года, в селе проживало 6 человек (4 мужчины и 2 женщины).
| Численность населения | Численность населения | Численность населения |
| 1989                  | 1999                  | 2009                  |
| --------------------- | --------------------- | --------------------- |
| 59                    | ↘16                   | ↘6                    |